# Waldeck Carneiro
Waldeck Carneiro da Silva, (Rio de Janeiro, 15 de maio de 1965), é um bibliotecário, professor e político brasileiro, filiado ao Partido Socialista Brasileiro (PSB).

## Biografia
É Professor da Faculdade de Educação da Universidade Federal Fluminense (UFF), da qual foi Diretor eleito e reeleito no período de 1999-2004, e do Programa de Pós-Graduação (Mestrado e Doutorado) em Educação da mesma universidade, desde 1998. Coordena o Grupo de Pesquisa em Políticas Públicas de Educação (GRUPPE/UFF/CNPq). Doutor em Ciências da Educação (área de Sociologia da Educação) pela Universidade Paris V (Sorbonne) e autor de várias publicações, principalmente na área de política educacional. Foi vereador por três vezes em Niterói pelo Partido dos Trabalhadores. Foi Presidente da Comissão de Ciência, Tecnologia e Formação Profissional e Vice-Presidente da Comissão de Educação e Cultura na Câmara Municipal da cidade.. Também em Niterói, foi Secretário de Educação (2005-2008), na gestão do Prefeito Godofredo Pinto, e Secretário de Educação Ciência e Tecnologia (2013-2014), na gestão do Prefeito Rodrigo Neves.
Em seu primeiro mandato como deputado estadual, atuou como Presidente da Comissão de Economia, Indústria e Comércio e foi membro das Comissões de Tributação, Controle da Arrecadação Estadual e Fiscalização dos Tributos Estaduais e da Comissão de Educação. Também presidiu a Frente Parlamentar em Defesa da Economia Popular e Solidária e foi membro do Conselho Estadual de Economia Solidária, tendo participado na elaboração e publicação, entre 2016 e 2017, do Plano Estadual de Economia Solidária. Por sua iniciativa, em 03 de agosto de 2017, foi criado o Fórum Permanente de Diálogo com as Mulheres Negras do Estado do Rio de Janeiro, na ALERJ. Em 24 de maio de 2018, aprovou projeto que alterou o nome do Fórum em homenagem à vereadora assassinada Marielle Franco.
Foi eleito deputado estadual no Rio de Janeiro em 2014 para o mandato 2015–2019. Na polêmica votação que elegeu Domingos Brazão para o Tribunal de Contas do Estado, esteve ausente.
Nas eleições de 2018, Waldeck Carneiro foi reeleito deputado estadual para a 12ª legislatura (2019–2023) da Assembleia Legislativa do Estado do Rio de Janeiro (ALERJ). No pleito, como candidato do Partido dos Trabalhadores (PT), Waldeck obteve 31.358 votos.
Em 2022, Waldeck deixou o PT e se filiou ao Partido Socialista Brasileiro, pelo qual concorreu a deputado federal nas eleições. Teve sua candidatura inicialmente indeferida pelo Tribunal Regional Eleitoral do Rio de Janeiro (TRE-RJ), devido à reprovação das contas de sua gestão na secretaria de educação de Niterói em 2013, mas o tribunal reverteu a decisão e deferiu seu registro. Recebeu 27.879 votos, não sendo eleito e se tornando o segundo suplente de Eduardo Bandeira de Mello.

## Controvérsias

### Relatório sobre transações bancárias suspeitas
Em dezembro de 2018, veio à tona um relatório de 422 páginas do Conselho de Controle de Atividades Financeiras (Coaf) que havia sido anexado pelo Ministério Público Federal à investigação que origem à Operação Furna da Onça e que ganhou grande repercussão nacional por envolver um ex-assessor parlamentar de Flávio Bolsonaro, filho do presidente Jair Bolsonaro. O documento reúne informações a respeito de operações bancárias de 75 funcionários e ex-servidores da Assembleia Legislativa do Estado do Rio de Janeiro (Alerj) citadas em comunicados sobre transações financeiras suspeitas. As operações suspeitas, que envolvem pessoas que trabalham ou trabalharam em 20 gabinetes de deputados estaduais do Rio de Janeiro de diferentes matizes ideológicas, totalizam mais de R$ 207 milhões.
O relatório do Coaf apontou que funcionários do gabinete de Waldeck Carneiro na Alerj movimentaram um total de R$ 0,7 milhão entre janeiro de 2016 e janeiro de 2017. Em discurso no plenário da Alerj, Waldeck declarou que todos que trabalham com ele não têm problemas em prestar esclarecimentos sobre qualquer assunto e que ele e seus assessores se colocam à disposição do Coaf. Já o Ministério Público Federal, em nota, esclareceu que nem todas as movimentações atípicas citadas no documento seriam, necessariamente, ilícitas.